# Xe phượt dáng thể thao

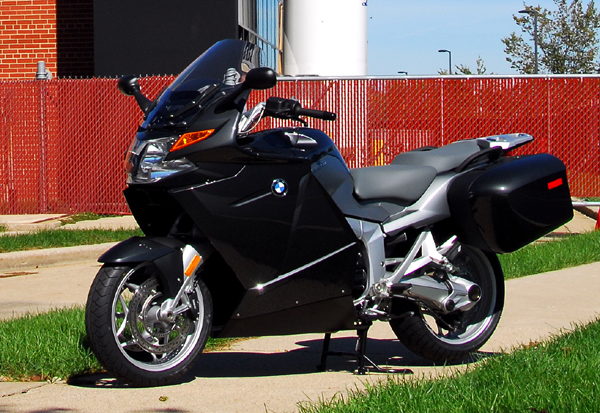
Xe phượt thể thao dòng BMW K1200GT

Xe phượt dáng thể thao (đôi khi còn gọi là xe phượt thể thao) là loại xe máy kết hợp hiệu suất của một chiếc môtô thể thao với khả năng chạy đường trường và tiện nghi của một chiếc xe phượt.
Chiếc xe phượt thể thao đầu tiên trên thế giới được cho là hoàn toàn trơn tru, dòng xe BMW R100RS năm 1977.